# Admira António
Admira António est une pilote mozambicaine. Elle est connue pour être la première femme à piloter un avion au Mozambique.

## Biographie

### Etudes et formations
Admira António a commencé son parcours dans l'aviation en 2011 lorsqu'elle a commencé sa formation de pilote au Lanserie Flight Center en Afrique du Sud. Après sa formation initiale, elle a obtenu une qualification pour piloter l'avion Embraer-145 en France.

### Début de carrière
En 2013, António a rejoint LAM Mozambique Airlines, la compagnie aérienne nationale du Mozambique. En 2018, elle a franchi le cap de devenir commandant d’avion qualifié.